# John Dingell
David John Dingell, Jr. mais conhecido como John Dingell (Colorado Springs, 8 de julho de 1926 – Dearborn, 7 de fevereiro de 2019) foi um político e advogado americano, representante do 15 distrito de Michigan, desde 1955. Foi membro do Partido Democrata. Dingell detém o recorde de membro do Congresso mais longevo da história americana.

## Vida
Nascido em Colorado Springs, Colorado, Dingell frequentou a Universidade de Georgetown, onde obteve um Bacharelado em Química em 1949 e um Juris Doctor em 1952. Dingell começou sua carreira congressional sucedendo seu pai, John Dingell Sr., como representante do 15º distrito congressional de Michigan em 13 de dezembro de 1955. Membro de longa data do Comitê de Energia e Comércio da Câmara, Dingell presidiu o comitê de 1981 a 1995 e de 2007 a 2009. Foi decano da Câmara dos Deputados de 1995 a 2015. Dingell foi fundamental na aprovação do Medicare Act, do Water Quality Act de 1965, do Clean Water Act de 1972, do Endangered Species Act de 1973, do Clean Air Act de 1990 e do Affordable Care Act, entre outras leis. Ele também ajudou a aprovar a Lei dos Direitos Civis de 1964. Dingell foi um dos dois últimos veteranos da Segunda Guerra Mundial a ter servido no Congresso; o outro foi o representante do Texas, Ralph Hall.
Dingell anunciou em 24 de fevereiro de 2014 que não buscaria a reeleição para um 31º mandato no Congresso. Sua esposa, Debbie Dingell, concorreu com sucesso para sucedê-lo nas eleições de 2014. O presidente Barack Obama concedeu a Dingell a Medalha Presidencial da Liberdade em 2014. Dingell deixou o cargo em 3 de janeiro de 2015.